# Mijn Druppeltje

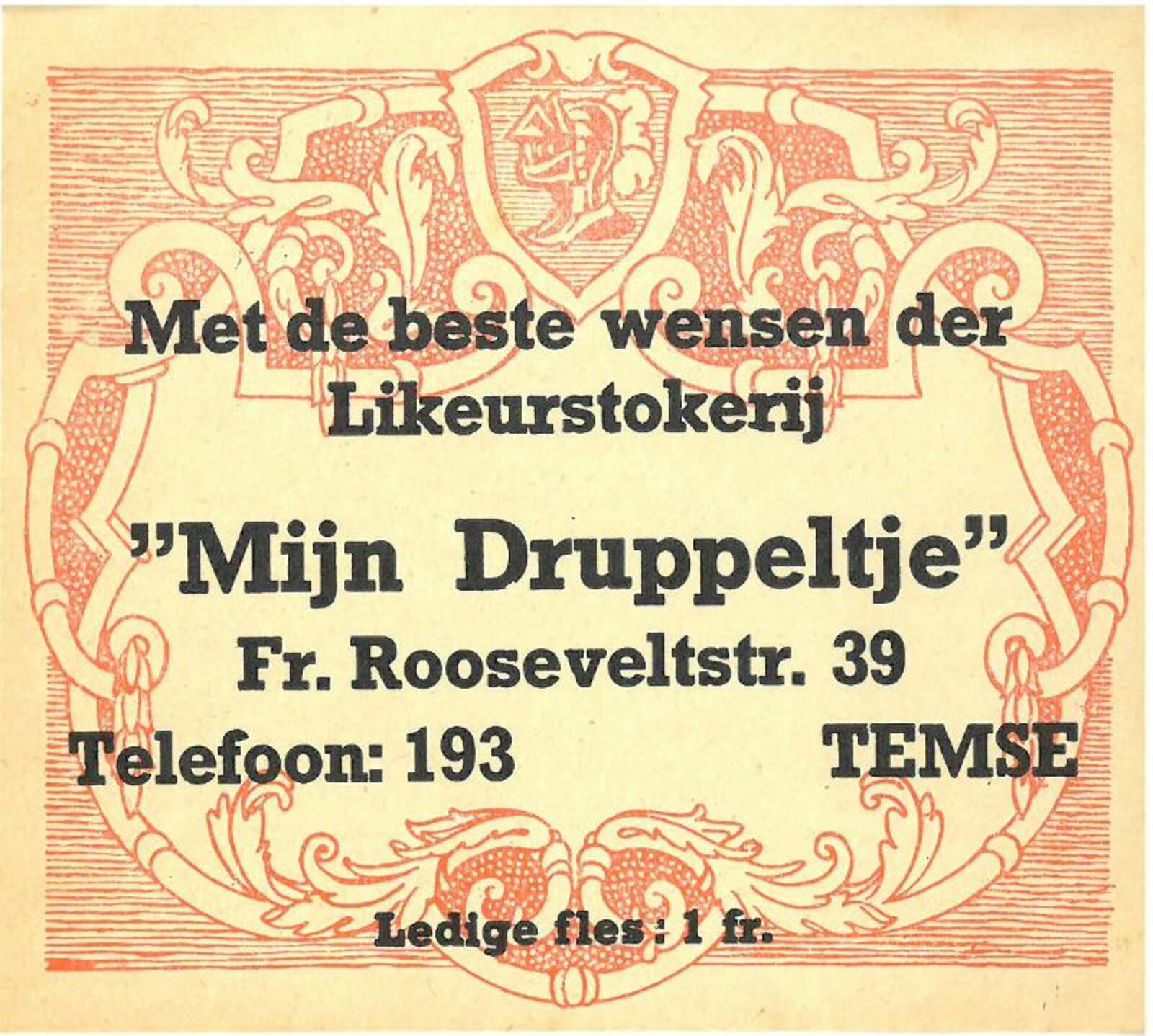
Etiket

Mijn Druppeltje is een likeurstokerij in Temse gestart in 1931 door het echtpaar Henri & Josephine Van Wouwe-De Sutter. 

## Geschiedenis[1]
Na een verminderde productie tijdens de oorlogsjaren bij gebrek aan grondstoffen, breidde nadien het klantenbestand uit van de Westhoek tot in de Kempen.
Door het vroeg overlijden van Josephine De Sutter kwam dochter Greta Van Wouwe in de zaak. Na het huwelijk van Greta verliet zij de stokerij en vestigde zich zelf als zelfstandige in Sombeke. 
Henri Van Wouwe, geboren in Bazel op 19 september 1908,  overleed in Putte op 31 augustus 1982. In Temse noemde men Henri (officieel Amédé-Henri) "Den Druppel" die steeds aan zijn poort stond in zijn stofjas, die kaki, grijs of in vroegere tijden wit was. Hij had steeds een stijve col en das en een sigaartje in de mond. Hij was een specialist in het dronken voeren van de controleurs van de accijnzen en de belastingen, terwijl hij nuchter bleef. 
Uit een tweede huwelijk had hij een zoon die amper 15 jaar was en dus te jong was om de zaak verder te zetten. Daarom nam de likeurstokerij Rubbens uit Zele alle grondstoffen en koperen ketels over. 
Het huis van de stokerij was in de loop van de jaren nooit veranderd. De tijd was er stil blijven staan. Aan het einde van de 20ste eeuw is het imposante herenhuis afgebroken. De patriciërswoning heeft plaats gemaakt voor een wooncomplex. 